# Archipirata tataricus
Genre
Espèce
Archipirata tataricus, unique représentant du genre Archipirata, est une espèce d'araignées aranéomorphes de la famille des Pisauridae.

## Distribution
Cette espèce se rencontre au Turkménistan et en Chine.

## Description
La femelle holotype mesure 10 mm.

## Publication originale
- Simon, 1898 : Histoire naturelle des araignées. Paris, vol. 2, p. 193-380 (texte intégral).